# 런어웨이즈 (드라마)
《런어웨이즈》(영어: Runaways)는 미국의 웹 드라마로, 훌루에서 공개되었다. 마블 코믹스의 동명 팀을 원작으로 한다.

## 출연
- 렌지 펠리즈 - 앨릭스 와일더 역
- 리리카 오카노 - 니코 미노루 역
- 버지니아 가드너 - 캐롤리나 딘 역
- 아리엘라 바러 - 거트 요크스 역
- 그레그 설킨 - 체이스 스타인 역
- 알레그라 아코스타 - 몰리 헤이스 헤르난데스 역
- 에인절 파커 - 캐서린 와일더 역
- 라이언 샌즈 - 제프리 와일더 역
- 애니 워싱 - 레슬리 엘러 딘 역
- 킵 파듀 - 프랭크 딘 역
- 에버 캐러다인 - 재닛 스타인 역
- 제임스 마스터스 - 빅터 스타인 역
- 브리지드 브래너 - 스테이시 요크스 역
- 케빈 와이스먼 - 데일 요크스 역
- 브리트니 이시바시 - 티나 미노루 역
- 제임스 야에가시 - 로버트 미노루 역
- 줄리언 맥마흔 - 조나 역